# گوستاوو نیری
گوستاوو نیری (به پرتغالی: Gustavo Nery de Sá da Silva) مدافع اهل برزیل است که در شهر Nova Friburgo و در تاریخ ۲۲ ژوئیهٔ ۱۹۷۷ به دنیا آمده‌است.
گوستاوو نیری در تیم‌های فوتبال سانتوس ،کوریتیبا،سانتوس،Guarani، سائوپائولو و وردر برمن سابقهٔ حضور دارد. این بازیکن همچنین در سال، ۲۰۰۱ – ۲۰۰۵ برای، تیم ملی فوتبال برزیل به میدان رفته‌است 